# Þrúðgelmir
In de Noordse mythologie is Thrudgelmir (Oudnoords Þrúðgelmir) een Rijpreus, zoon van Ymir en vader van Bergelmir. 
Trhrudgelmir kwam om toen zijn vader werd geofferd, samen met alle reuzen verdronk hij in Ymirs rondvloeiend levenssap. De enige overlevenden waren Bergelmir en zijn vrouw.